# Гамбузія східна

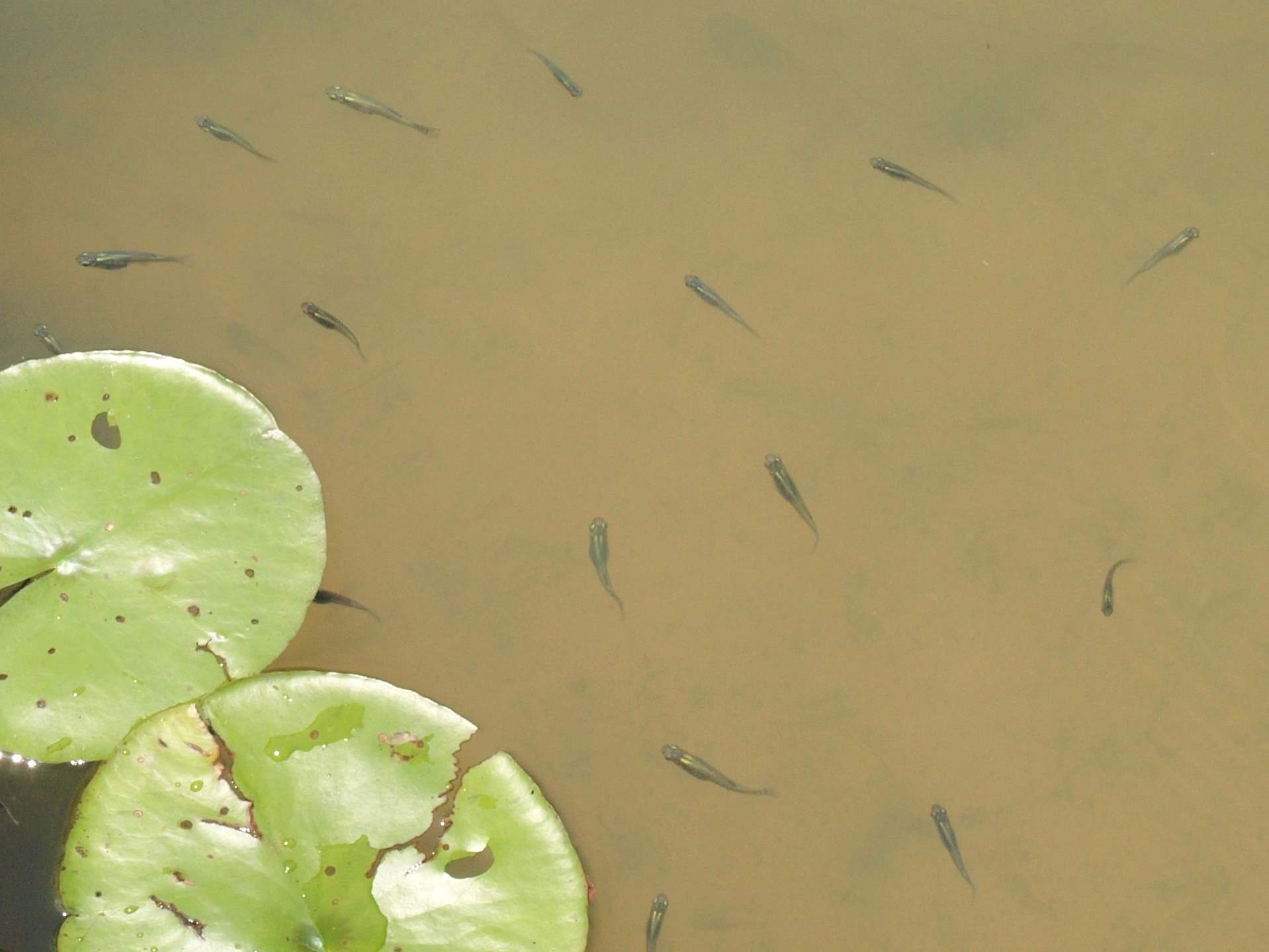
Гамбузія східна в Південній Кароліні

Гамбузія східна (Gambusia holbrooki) — вид прісноводних живородних риб родини Пецилієвих. Поширена в прісних водах Північній Америці від Нью-Джерсі до Алабами. Живляться личинками комарів, через це вони були штучно інтродуковані у багато нових середовищ. Широко представлена у прісних і солонуватих водоймах південної Європи. Акліматизована в Україні, де зустрічається в річках, а також в прибережних водах Чорного і Азовського морів.